# Tofssjön
Tofssjön är en sjö i Laholms kommun i Halland och ingår i Genevadsåns huvudavrinningsområde.